# Media Oeuvre Award
De Media Oeuvre Award is een Nederlandse onderscheiding die wordt toegekend aan personen die een uitzonderlijke bijdrage hebben geleverd aan de mediawereld in Nederland. De prijs eert een indrukwekkende carrière in de journalistiek, televisie, radio, digitale media of andere mediagerelateerde vakgebieden. De Media Oeuvre Award wordt uitgereikt aan individuen die zich gedurende meerdere decennia op een onderscheidende manier hebben ingezet voor de ontwikkeling van het Nederlandse medialandschap.

## Geschiedenis
De Media Oeuvre Award werd voor het eerst uitgereikt in 2019, als erkenning voor langdurige en impactvolle prestaties binnen de media. De prijs is in het leven geroepen met als doel het vieren van vakmanschap, innovatie en toewijding binnen de sector.
Sinds de oprichting is de prijs uitgegroeid tot een prestigieuze onderscheiding die vaak wordt uitgereikt tijdens televisie-uitzendingen.
De jury van de Media Oeuvre Award bestaat uit Angela de Jong, mediacolumniste bij het Algemeen Dagblad en Richard Otto, de bedenker van de award en uitgever van het platform spreekbuis.nl.

## Winnaars
Een selectie van winnaars van de Media Oeuvre Award:
- 2019 – Jan Slagter
- 2020 – André van Duin
- 2021 – Tineke de Nooij
- 2022 – Antoinette Hertsenberg
- 2023 – Floortje Dessing
- 2024 – Will Koopman
- 2025 – Martijn Krabbé

## Betekenis en impact
De Media Oeuvre Award geldt als een kroon op het werk van mediaprofessionals. De uitreiking zorgt regelmatig voor hernieuwde aandacht voor de bijdrage van de winnaars aan de Nederlandse samenleving en het publieke debat. Winnaars worden regelmatig uitgenodigd voor de jaarlijkse Uitblinkerslunch bij Koning Willem-Alexander op Paleis Noordeinde.

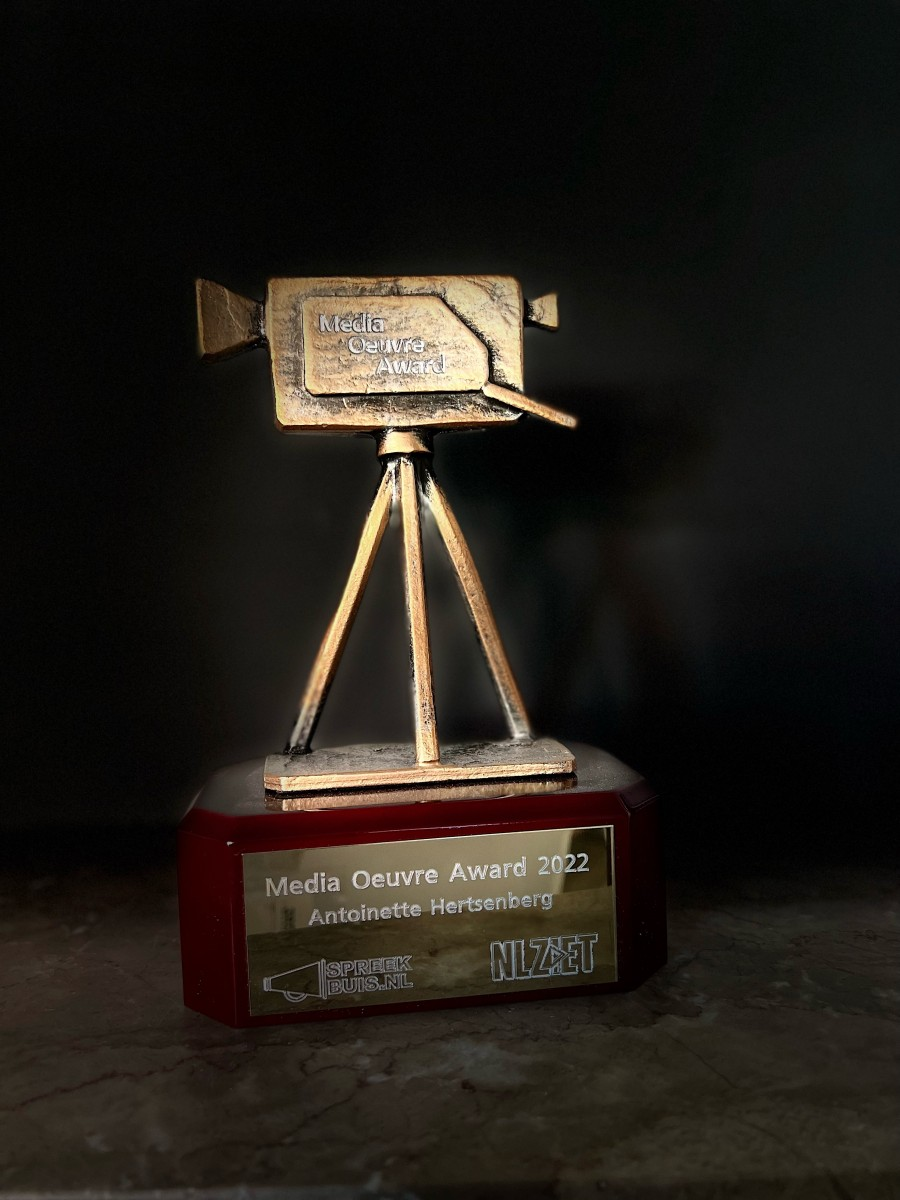